# Alpinia penduliflora
Alpinia penduliflora är en enhjärtbladig växtart som beskrevs av Henry Nicholas Ridley. Alpinia penduliflora ingår i släktet Alpinia och familjen Zingiberaceae. Inga underarter finns listade i Catalogue of Life.